# FC Matera
Football Club Matera, zkráceně jen Matera je italský fotbalový klub hrající v sezóně 2024/25 ve 4. italské fotbalové lize sídlící ve městě Matera v regionu Basilicata.

## Změny názvu klubu
- 1933/34 – 1935/36 – US Matera (Unione Sportiva Matera)
- 1936/37 – 1940/41 – AS Materana (Associazione Sportiva Materana)
- 1941/42 – 1942/43 – GUF Matera (G.U.F. Matera)
- 1943/44 – 1945/46 – US Matera (Unione Sportiva Matera)
- 1946/47 – 1948/49 – CS Matera (Circolo Sportivo Matera)
- 1949/50 – 1957/58 – AS Matera Calcio (Associazione Sportiva Matera Calcio)
- 1958/59 – Libertas Matera (Libertas Matera)
- 1959/60 – 1960/61 – Polisportiva Matera (Polisportiva Matera)
- 1960/61 – 1962/63 – Libertas Matera (Libertas Matera)
- 1963/64 – 1987/88 – FBC Matera (Foot Ball Club Matera)
- 1988/89 – Pro Matera Sport (Pro Matera Sport)
- 1989/90 – 1994/95 – Matera Sport (Matera Sport)
- 1995/96 – 1997/98 – Polisportiva Matera (Polisportiva Matera)
- 1998/99 – 2001/02 – AS Materasassi (Associazione Sportiva Materasassi)
- 2002/03 – 2011/12 – FC Matera (Football Club Matera)
- 2012/13 – 2013/14 – ASD Matera Calcio (Associazione Sportiva Dilettantistica Matera Calcio)
- 2014/15 – 2018/19 – SS Matera Calcio (Società Sportiva Matera Calcio)
- 2019/20 – 2020/21 – USD Matera Calcio 2019 (Unione Sportiva Dilettantistica Matera Calcio 2019)
- 2021/22 – USD Matera Grumentum (Unione Sportiva Dilettantistica Matera Grumentum)
- 2022/23 – FC Matera (Football Club Matera)

## Získané trofeje

### Vyhrané domácí soutěže
- 3. italská liga ( 1× )

1978/79
- 4. italská liga ( 3× )

1967/68, 1975/76
- 5. italská liga ( 3× )

1952/53, 1961/62, 1964/65, 1990/91, 2013/14, 2021/22

## Účast v ligách
| Úroveň soutěže | Název soutěže (nynější název) | První hraná sezona | Poslední hraná sezona | celkem odehraných sezon |
| -------------- | ----------------------------- | ------------------ | --------------------- | ----------------------- |
| 2              | Serie B                       | 1979/80            | 1979/80               | 1                       |
| 3              | Serie C                       | 1968/69            | 2018/19               | 17                      |
| 4              | Serie D                       | 1950/51            | 2024/25               | 25                      |
| 5              | Eccellenza                    | 1987/88            | 2021/22               | 18                      |